# Pascal Campion
Pascal Campion né le 13 octobre 1973 à River Edge (New Jersey)est un illustrateur et animateur franco-américain.

## Biographie
Pascal Campion quitte les États-Unis quand il a trois ans, alors que sa famille retourne vivre dans le sud de la France. Pascal commence sa carrière artistique dès l'enfance quand son grand frère Sean lui confie la tâche de reproduire des couvertures de bande dessinées en échange de la possibilité de les lire. Pascal passe des heures à faire des croquis et des dessins de bande dessinées et de paysages de la Provence.
En 2000, il est diplômé en illustration narrative de l'école des Arts Décoratifs de Strasbourg. Il se consacre à l'art numérique après que son frère Sean lui ait assemblé un ordinateur.
En 2005, il retourne vivre aux États-Unis et vit maintenant dans la baie de San Francisco.
À partir de 2006, il commence à produire un dessin par jour qu'il publie quotidiennement sur les réseaux sociaux. Il a cumulé plus de 3 000 dessins de Scènes de vie (Moments of Life) et a rassemblé 30 000 abonnés à travers ses différentes plate formes (Facebook, Tumblr, Twitter, DeviantArt et Pinterest)[source secondaire souhaitée]. Sa première exposition a eu lieu à Galerie Arludik à Paris en janvier 2013,.
Depuis 2007 il est artiste indépendant et produit des illustrations et des animations pour des clients dont : Dreamworks Animation, Paramount Pictures, Disney Feature, DisneyToons, Bent Image Labs, Cartoon Network, Hulu, They Might Be Giants, Insignia Worldwide, BRC Animation Arts, PBS et Marvel.
Il crée aussi des couvertures pour le magazine The New Yorker.

## Publications
- Sunny Side - The Art of Pascal Campion - Éditeur Cfsl Ink - Paru le 21/06/2012 -  (ISBN 2359470310)
- The Unlikely Story of a Pig in the City - Pascal Campion (Illustration) et Jodi Kendall (Auteur) - Harper Collins - Paru en octobre 2017 -  (ISBN 9780062484550)
- Good Morning, City - Pascal Campion (Illustration) et Pat Kiernan (Auteur) - Éditeur Farrar, Straus and Giroux (BYR) - Paru en novembre 2016 -  (ISBN 9781466896550)